# Sansevieria kirkii

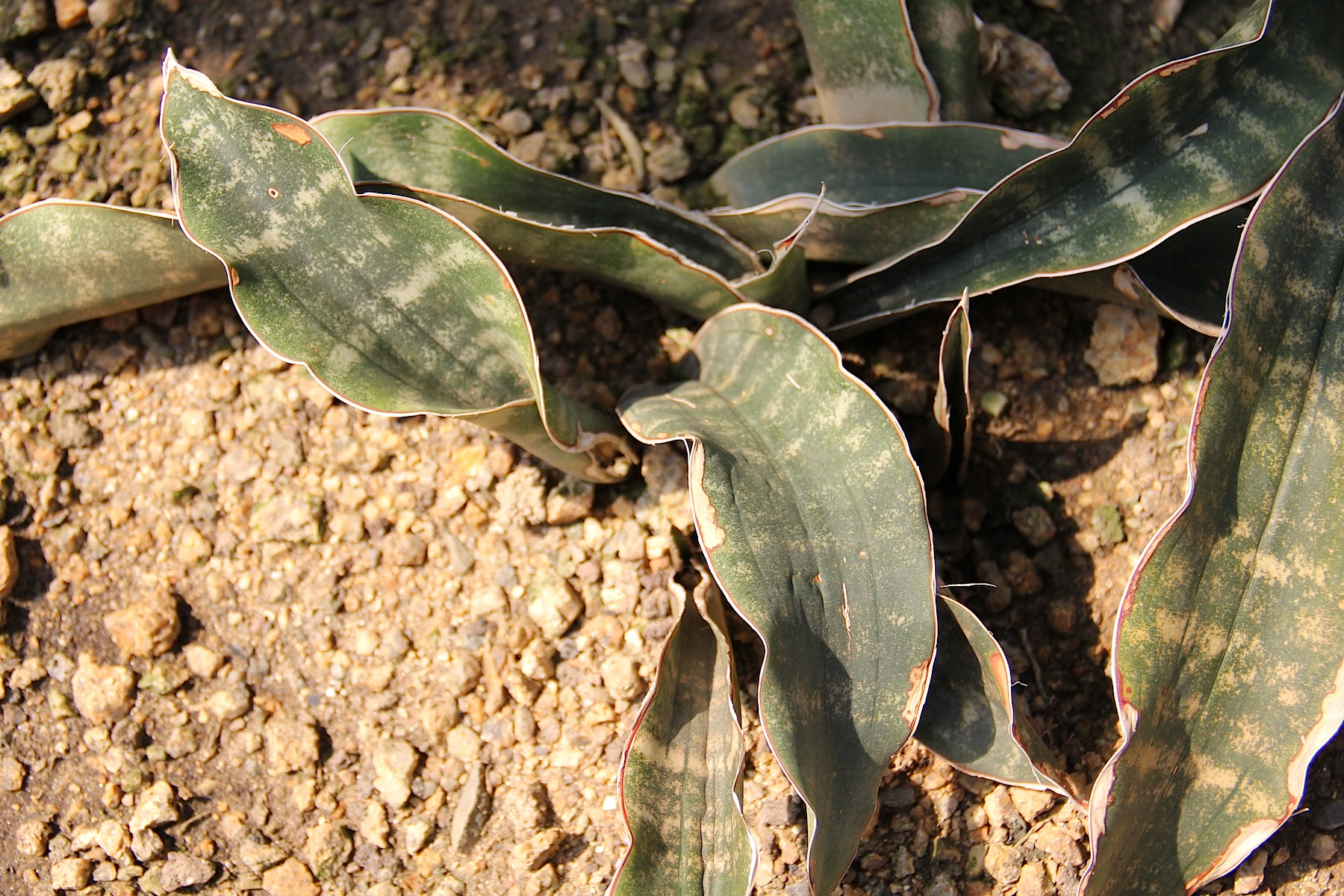
Sansevieria kirkii

Sansevieria kirkii ist eine Pflanzenart aus der Gattung Sansevieria in der Familie der Spargelgewächse (Asparagaceae). Das Artepitheton ehrt den britischen Generalkonsul aus Sansibar John Kirk, der zugleich Pflanzensammler in Ostafrika war.

## Beschreibung
Sansevieria kirkiii wächst stammlos als ausdauernde, sukkulente Pflanze mit kräftigen Rhizomen. Die ein bis drei aufrechten oder aufsteigend-ausgebreiteten Laubblätter sind spitzenwärts zurückgebogenen, verlängert lanzettlich oder breit bandförmig. Die einfache Blattspreite ist 75 bis 275 Zentimeter lang und 6 bis 9 Zentimeter breit. Sie verschmälert sich etwa von der Mitte allmählich in eine 8,5 bis 12,7 Millimeter lange blass weißlich braune und harte Spreitenspitze. Die Blätter sind weißlich braun, gräulich grün, gesprenkelt oder hellgrün quergebändert, mit drei bis neun dunkelgrünen Längslinien. Der Blattrand ist wellig und rötlich braun. Die Blattoberfläche ist glatt. Die Varietät pulchra hat deutlich gezeichnetere und teilweise niederliegende Blätter, mit weißlich grünen, lederfarbenen oder beinahe rötlichen Flecken oder unregelmäßigen Bändern.
Die einfach kopfig, dichten Blütenstände sind bis zu 60 Zentimeter lang. Sie haben einen matt violettlich braunen, blass grünen oder matt weißlich gefleckten Stiel. Die Rispen sind dicht mit Blüten besetzt und 3,8 bis 10 Zentimeter lang. Das Tragblatt ist eiförmig oder länglich eiförmig, zugespitzt oder annähernd stumpf. Es ist 25 bis 38 Millimeter lang und 8,5 bis 19 Millimeter breit. Der Blütenstiel ist 6,4 bis 10,5 Millimeter lang. Die Blütenröhre ist 11,4 bis 12,7 Zentimeter lang. Sie ist blass violettlich oder matt rosa. Die Zipfel sind 3,2 bis 4,5 Zentimeter und weiß.

## Verbreitung
Sansevieria kirkii ist in Malawi, Tansania und auf Sansibar bevorzugt auf Korallenkalk nahe Meereshöhe verbreitet.

## Taxonomie
Die Erstbeschreibung von Sansevieria kirkii erfolgte 1887 durch John Gilbert Baker.
Synonyme für Sansevieria kirkii Baker sind: Sansevieria aubrytiana Gérôme & Labroy (1903, nom. illeg.  ICBN-Artikel 53.1), Sansevieria raffillii var. pulchra N.E.Br. (1915) und Sansevieria kirkii var. pulchra N.E.Br. (1915).

## Nachweise